# رسم النفل
رسم النفل (به عربی: رسم النفل) یک روستا در سوریه است که در استان حلب واقع شده‌است. رسم النفل ۱٬۶۰۱ نفر جمعیت دارد.